# Park Biskupiński
Park Biskupiński – to park położony we Wrocławiu, na osiedlu Biskupin, w obrębie tzw. Wielkiej Wyspy. Obecna nazwa parku obowiązuje na podstawie § 1 pkt 24 uchwały nr LXXI/454/93 Rady Miejskiej Wrocławia z dnia 9 października 1993 roku w sprawie nazw parków i terenów leśnych istniejących we Wrocławiu. Obszar miasta, na którym zlokalizowany jest park, objęty jest ochroną indywidualną w postaci zespołu przyrodniczo krajobrazowego, tj. Szczytnickiego Zespołu Przyrodniczo-Krajobrazowego.
Park położony jest w rejonie Ulic: Stanisława Noakowskiego, Jacka Malczewskiego i Braci Gierymskich, oraz Grobli Szczytnicko-Bartoszowickiej, przebiegającej wzdłuż biegu rzeki Odry. Zajmuje teren o powierzchni około 10 ha. W parku znajdują się między innymi: plac zabaw dla dzieci, korty tenisowe, boiska do koszykówki i piłki nożnej, ścieżka zdrowia.
Historia powstania i obecnego ukształtowania parku wiąże się z inicjatywą Ligi Ochrony Przyrody i czynu społecznego młodzieży i mieszkańców dzielnicy, którzy pod koniec lat 70 XX wieku przeprowadzili prace w parku, co zostało upamiętnione tablicą umieszczoną na kamieniu przy jednym z wejść do parku (od strony ulicy Pankiewicza).